# Station Wierzbięcice
Station Wierzbięcice (Duits: Oppersdorf) was een spoorwegstation in de Poolse plaats Wierzbięcice. Het station werd in 1911 geopend als onderdeel van de lijn van Neisse naar Steinau an de Oder, een tak van de Neisser Kreisbahn. De diensten op deze lijn werden uitgevoerd door de firma Lentz & Co uit Breslau. Na de Tweede Wereldoorlog is het station nog enige tijd door de PKP geëxploiteerd, maar het reizigervervoer werd in 1966 beëindigd en de lijn sloot in 1971 ook voor het goederenvervoer. Het spoor is in 1981 opgebroken.